# Tamzara
 (novembre 2016).
Si vous disposez d'ouvrages ou d'articles de référence ou si vous connaissez des sites web de qualité traitant du thème abordé ici, merci de compléter l'article en donnant les références utiles à sa vérifiabilité et en les liant à la section « Notes et références ».

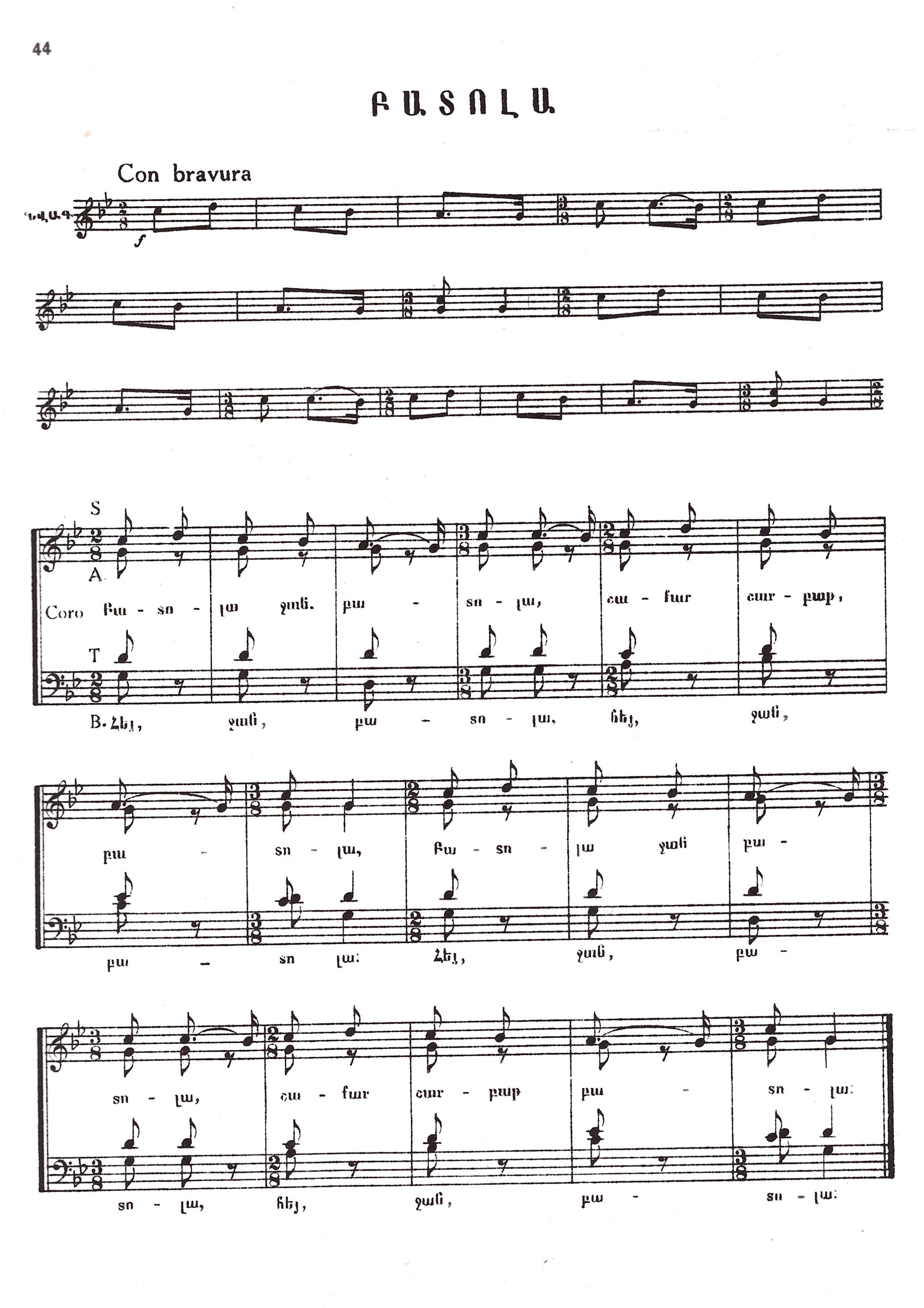
Tamzamar

Le tamzara, tamsara ou tanzara (en arménien Թամզարա, en azéri tənzərə, en turc tamzara, en grec tαμσαρά) est une danse traditionnelle d'origine arménienne, assyrienne, grecque et turque. Elle se retrouve dans la majeure partie de l'Anatolie. Le tamzara a été particulièrement populaire dans les régions d'Erzincan, Erzurum, Kiğı, Arabkir, Elâzığ et Malatya.
Il existe de nombreuses versions de tamzara, avec des musiques et des métriques différentes, provenant de diverses régions et villages d'Anatolie. Le tamzara se danse en ligne ou en cercle, les danseurs se tenant par le petit doigt. Il existe une version du tamzara dansée par un homme et une ou deux femmes se tenant épaule contre épaule, les bras enlaçant la taille des partenaires.
La légende veut que la danse ait été apportée en Anatolie par les Assyriens au cours de l'Antiquité lors de leur conquête de la région, en commémoration au dieu de la nourriture et de la végétation Tammuz.